# Скито-Казе Дука (Мачерата)
Скито-Казе Дука је насеље у Италији у округу Мачерата, региону Марке.
Према процени из 2011. у насељу је живело 22 становника. Насеље се налази на надморској висини од 548 м.